# Сениха-султан
Сениха́-султа́н (тур. Seniha Sultan; 1851, Стамбул — 15 сентября 1931, Ницца) — дочь османского султана Абдул-Меджида I от его икбал Наландиль Ханым-эфенди.
Сениха-султан рано потеряла родителей и поздно вышла замуж: отец девочки умер, когда ей было 10 лет, мать — некоторое время спустя. Супругом Сенихи в 1877 году стал Махмуд Джелаледдин-паша, сын капудана Гюрджю Халиля Рифата-паши. В браке родилось двое сыновей, старший из которых, Мехмед Сабахаттин-эфенди, позднее участвовал в политической жизни страны. Вместе с мужем Сениха, не любившая правившего султана Абдул-Хамида II и поддерживавшая свергнутого и безумного Мурада V, участвовала в заговоре против брата-султана, из-за чего впоследствии её мужу и сыновьям пришлось бежать заграницу. Махмуд Джелаледдин так и не смог вернуться на родину, поскольку был приговорён к смерти султаном Абдул-Хамидом II; сыновья Сенихи смогли вернуться на родину только после провозглашения конституции.
После упразднения султаната Сениха, ставшая самой старшей из султанских детей, в числе других членов династии была вынуждена отправиться в изгнание, где последовательно жила при единокровном брате Мехмеде VI Вахидеддине и двоюродном брате Абдулмеджиде-эфенди.

## Биография

### Происхождение и ранние годы

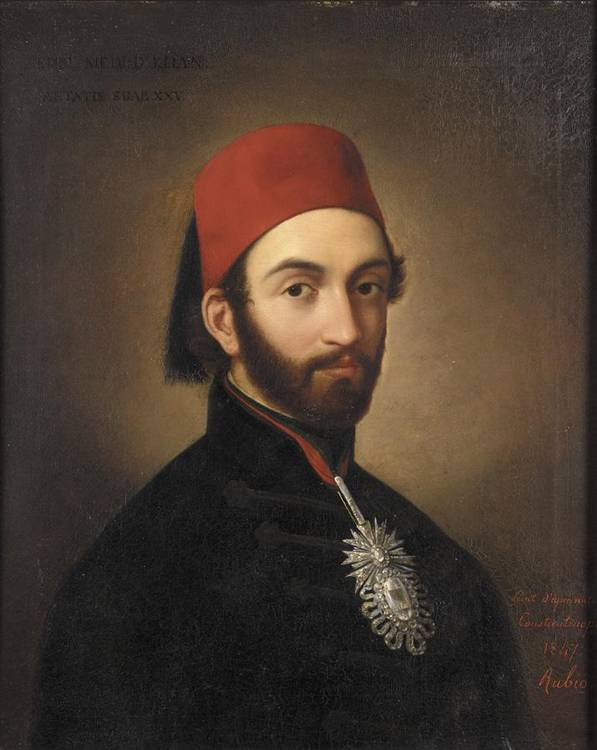
Отец Сенихи Абдул-Меджид I в молодости. Портрет кисти Луиджи Рубио, около 1848

Сениха-султан родилась, по разным данным, 21 ноября, 5, 7, 12 декабря 1851 года или в 1852 году в Стамбуле во дворце Чыраган и была дочерью османского султана Абдул-Меджида I от одной из его икбал — черкешенки Наландиль Ханым-эфенди. У Сенихи был полнородный брат Мехмед Абдюссамед-эфенди (Абдюльсамед) и, предположительно, сестра Шехиме (Шахиме)-султан; оба они были младше Сенихи и умерли детьми. Кроме того, у Сенихи было более 35 единокровных братьев и сестёр, среди которых было четверо последних османских султанов.
Отец Сенихи скончался, когда ей было 10 лет. Мать девочки страдала туберкулёзом, однако когда она умерла достоверно неизвестно — вероятнее всего, это произошло в 1870-х годах. Согласно данным турецкого мемуариста Харуна Ачба, жалование, которое ранее получала Наландиль, было передано Сенихе. О подростковых годах Сенихи, пришедшихся на правление её дяди Абдул-Азиза, информации практически нет.
Племянница Сенихи-султан Хамиде Айше-султан писала, что тётка была красива лицом, имела непринуждённую манеру поведения, которая не приветствовалось в дворцовом кругу, была свободомыслящей, много смеялась, говорила быстро глубоким голосом, коротко «по-мужски» стригла волосы и никогда их не отращивала, любила одежду, которую носила — длиннополые платья в турецком стиле из великолепных тканей — и во время церемоний надевала корону. Айше отмечала, что Сениху не любили во дворце, потому что некоторые её действия были крайне безрассудными.

### Брак

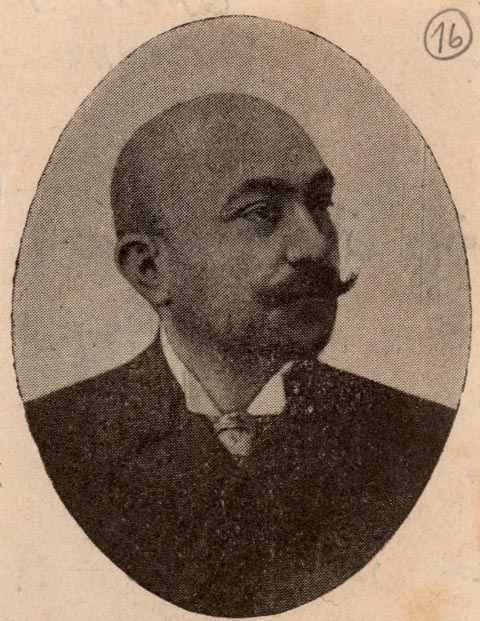
Супруг Сенихи-султан Махмуд Джелаледдин-паша

По неясным причинам Сениха-султан не выходила замуж до 25 лет и вполне могла считаться старой девой. В 1875 году султан Абдул-Азиз озаботился судьбой племянниц Сенихи и Бехидже, которая была старше Сенихи на три года. Когда об этом стало известно, Сениха написала Бехидже наполненное тревогой и любопытством письмо, в котором интересовалась у сестры, известно ли той, какой решение приняли дядя и великий визирь в отношении них. Это письмо показывало, что Сениха боится остаться незамужней. Когда улеглись волнения 1876 года и на троне оказался единокровный брат Сенихи Абдул-Хамид II, судьба султанши была решена: в начале декабря 1876 года она вышла замуж за сына каптан-ы дерьи Рифата-паши Махмуда Джелаледдина, которому было присвоено звание «ула» и предоставлено место в государственном совете. Турецкий историк Чагатай Улучай писал, что Махмуд Джелаледдин был одним из самых красивых мужчин того времени и подавал большие надежды на будущее. Скромные свадебные торжества были отложены на два месяца из-за смерти Бехидже-султан и состоялись 10 февраля 1877 года — в день открытия парламента, состоявшегося в преддверии войны с Российской империей. В том же 1877 году Махмуд Джелаледдин был выведен из государственного совета, но получил от султана пост визиря, а год спустя был назначен министром юстиции.

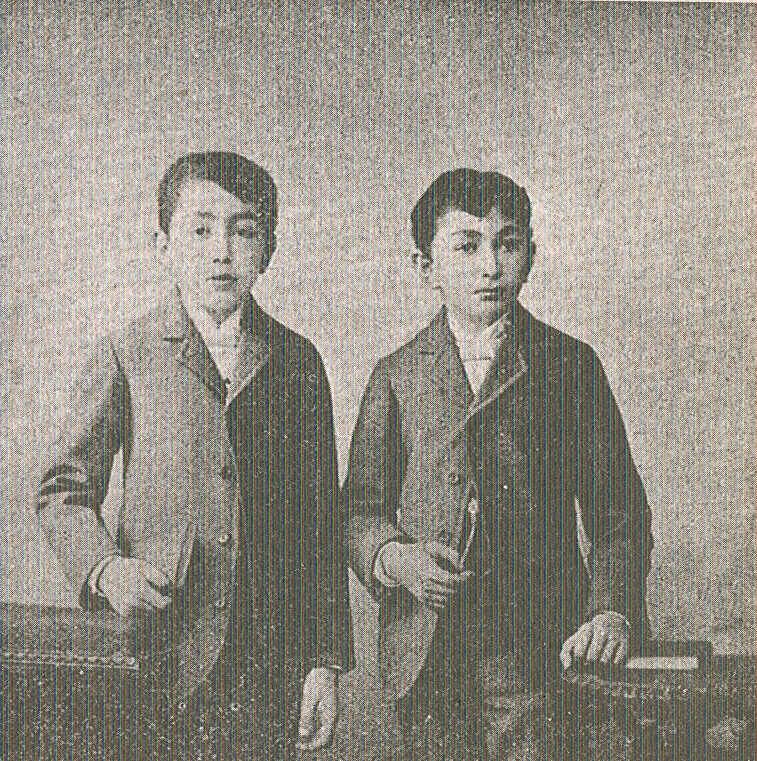
Сыновья Сенихи-султан — Мехмед Сабахаттин (слева) и Ахмет Лютфулла (справа)

Для проживания супругам были выделены дворец Куручешме, частные покои во дворце Долмабахче и павильон (кёшк) в Пендике. Вместе с мужем, который был на два года младше Сенихи, султанша вела роскошный образ жизни: она использовала роскошную европейскую бумагу, на которой латинскими буквами были оттиснены имя Сенихи-султан и корона. Она носила одежду из самых дорогих тканей и вела себя весьма легкомысленно. За такой образ жизни султанша подвергалась критике, поскольку в стране царили голод и нищета и, кроме того, шла война. В то же время, супруг Сенихи Махмуд Джелаледдин-паша писал стихи, критические и сатирические статьи под псевдонимом «Асаф», в которых критиковал шурина-султана и его управленческие решения, и публиковал их в местных газетах. В 1879 году Махмуд Джелаледдин был уволен с поста министра, но возвращён в государственный совет. Однако вскоре он был снят и с этой должности и был вынужден жить практически подпольной жизнью. В том же 1879 году Сениха родила старшего сына султанзаде Мехмеда Сабахаттина-эфенди, на следующий год — султанзаде Ахмета Лютфуллу-эфенди; оба султанзаде родились там же, где когда-то родилась их мать — в старом дворце Чыраган.

#### Заговор против султана
Современник Сенихи Ахмед Семих Мюмтаз писал, что Сениха поддерживала свергнутого и запертого в Чырагане единокровного брата Мурада V. Надеясь вызволить его из заточения, Сениха вступила в заговор с целью свержения султана Абдул-Хамида II. Помимо самой Сенихи в заговоре Али Суави участвовали её единокровные братья Ахмед Кемаледдин-эфенди и Сулейман Селим-эфенди, сестра Фатьма-султан и муж самой Сенихи Махмуд Джелаледдин-паша, хотя Ахмед Семих Мюмтаз утверждал, что супруг госпожи не знал об участии жены в заговоре. Историк Исмаил Хаккы Узунчаршилы в статье «Комитет К. Скальери — Абдул-Азиз» (тур. K. Skaliyerı-Aziz Bey Komitesi), опубликованной в историческом журнале «Беллетен» писал, что в комитете состоял отец Махмуда Джелаледдина и кетхюда Сенихи Хаджи Бекир-эфенди, а сама она передала в услужение Мураду V наложницу Невесер, посвящённую в дело комитета, и некоторое время укрывала в своём дворце Куручешме Накшибенд-калфу, близкую к матери Мурада V Шевкефзе, которая скрывалась от властей после роспуска комитета.
Отношения с Абдул-Хамидом II становились всё холоднее и, в конечном итоге, султан стал подозревать сестру и зятя; подозрения усилились, когда Махмуд Джелаледдин, боявшийся за свою жизнь и уставший от преследования со стороны шпионов султана, в 1899 году вместе с сыновьями от Сенихи бежал в Европу. С бегством мужа и сыновей закончилась спокойная жизнь Сенихи. Мюмтаз отмечал, что причиной неприязни к султану со стороны Махмуд Джелаледдина при первоначально хороших отношениях стал тот факт, что зятя султана сняли с важных должностей; и, хотя ему предлагали другие должности, сам Махмуд Джелаледдин, не желая идти на мир, отказывался от них. Уже находясь заграницей, супруг Сенихи писал султану письма, которые только увеличивали пропасть между ними. В конечном итоге, Абдул-Хамид II обвинил зятя в участии в заговоре против него самого и заочно приговорил Махмуда Джелаледдина к смерти. Путь на родину для мужа Сенихи был закрыт: он скончался в Брюсселе в 1903 году.

### Последние годы и смерть
После провозглашения второй Конституции в 1908 году вдовая Сениха смогла воссоединиться с сыновьями, вернувшимися в Стамбул. В 1909 году, 22 ноября, в её доме в Пендике Сениху навестил единокровный младший брат Мехмед V Решад, несколькими месяцами ранее взошедший на османский трон. В 1915 году из-за своих политико-экономических взглядов старший сын Сенихи Мехмед Сабахаттин-эфенди был вынужден вновь уехать в Европу.
В 1918 году после смерти Мехмеда V Решада султаном стал младший из единокровных братьев Сенихи-султан Мехмед VI Вахидеддин. 1 ноября 1922 года правительство в Анкаре приняло решение о разделении халифата и султаната и упразднении последнего; 3 марта 1924 году был издан указ о высылке членов династии Османов за пределы страны — мужчинам давалось 24 часа, женщинам — 10 суток. Сениха, к тому моменту оставшаяся старшей из двух живущих дочерей Абдул-Меджида I и самым пожилым членом династии, оказалась в числе тех, кто вынужден был покинуть страну. Вслед за братом Мехмедом Вахидеддином она поездом отправилась в Сан-Ремо, где поселилась на первом этаже виллы свергнутого султана. Когда Вахидеддин умер, Сениха-султан отправилась сначала в Париж, а затем в Ниццу, где жил глава династии Османов и последний халиф империи Абдулмеджид-эфенди, приходившийся Сенихе двоюродным братом. Ахмед Семих Мюмтаз так писал о прибытии и жизни Сенихи в Ницце: «Однажды утром в дверь постучали, они открыли её, из такси вышла женщина. Она сказала „возьмите мои сумки“ и вошла внутрь. Через некоторое время они поняли, что этим гостем была Сениха-султан, дочь Абдулмеджид-хана. Она часто выходила из своей комнаты с видом на сад, ходила, шаркая тростью по гравию, и там и скончалась». Турецкий писатель Нахид Сырры Орик отмечал, что «в уединённой комнате красивой виллы в Ницце [с ней обращались] как со старой, прикованной к постели наложницей», не имевшей никакой защиты. В книге «Гарем Абдул-Хамида» Орик писал: «Она была отдана на милость последнего халифа как жалкий и полубезумный негодяй, который впал в крайнюю нищету в изгнании, потому что никогда не знал своих расчётных книг в прошлом, и была совершенно несчастна под конец своей жизни». Причиной такого отношения к Сенихе Орик называет тот факт, что она принадлежала к потомству Абдул-Меджида I.
Согласно Сакаоглу, Сениха-султан умерла в Ницце 15 сентября 1931 года. Тело её было доставлено в Дамаск и погребено на кладбище при мечети султана Селима. В то же время, Улучай писал, что Сениха скончалась ещё 14 декабря 1912 года (7 муххарам 1331 года по хиджре) и была похоронена в тюрбе своего деда Махмуда II, что противоречит сведениям тех, кто видел султаншу в более поздние годы.

## Комментарии
1. ↑  Турецкие историки Недждет Сакаоглу и Чагатай Улучай оба указывают датой рождения Сенихи по хиджре 10 сафар 1268 года, однако по григорианскому календарю называют разные даты: Сакаоглу 5 декабря[2], а Улучай — 7[4].
2. ↑  В своём труде «Жёны и дочери султанов» Улучай писал, что Сениха родилась в среду 10 сафар 1268 года по хиджре, однако в разделе о Наландиль и о самой Сенихе указывает разные даты: в разделе о Наландиль 12 декабря[5], в разделе о Сенихе 7[4].
3. ↑  По данным мемуариста Харуна Ачба, Наландиль носила титул третьей икбал[8]. Однако турецкие историки Недждет Сакаоглу и Чагатай Улучай (в разделе о самой Наландиль) писали, что на момент рождения детей она носила титул второй икбал, а когда Безмиара-ханым получила титул жены (кадын-эфенди), сама Наландиль стала главной икбал[9][5]. Кроме того, Сакаоглу и Улучай писали, что на момент рождения Сенихи Наландиль носила титул четвёртой икбал[2][4]. В то же время, турецкий историк Сюрея Мехмед-бей называет её женой султана — кадын-эфенди[6].
4. ↑  Современник Сенихи Ахмед Семих Мюмтаз писал, что полнородным братом Сенихи был будущий султан Мурад V, и поэтому его она любила больше, чем единокровного брата-султана Абдул-Хамида II — несмотря на то, что воспитывали их разные женщины. Однако достоверно известно, что у Мурада V была только одна полнородная сестра — Алие-султан, умершая в младенчестве[2].
5. ↑  Ачба указывает 23 октября 1863 года[11], Сюррея — 1865 год[9][14], Алдерсон, ссылаясь на «Готский альманах», — 2 декабря 1890 года[3].
6. ↑  Сакаоглу, ссылаясь на документы в архиве дворца-музея Топкапы, датированные 1858–1875 годами, которые могут толковаться так, что Наландиль не было в живых на момент свадьбы её дочери Сенихи, делает вывод, что она умерла в 1875–1876 годах[9].
7. ↑  30 мая 1876 года был свергнут и вскоре убит Абдул-Азиз, а на смену ему пришёл единокровный брат Сенихи Мурад V[16], который к моменту восшествия на престол уже был психически болен[17]. Мурад V правил всего 93 дня (из них в здравом уме он пробыл только 7[18])[19], и на смену ему 31 августа 1876 года пришёл Абдул-Хамид II[18].
8. ↑  Османист Энтони Олдерсон писал о 5 декабря[3], тогда как Сакаоглу — о 7 декабря[20].
9. ↑  Рифат-паша вторым браком был женат на дочери Махмуда II Салихе-султан. Махмуд Джелаледдин был рождён в предыдущем браке отца[21].
10. ↑  Такой же бумагой, но с монограммой с буквой М пользовался в бытность свою шехзаде султан Мурад V[23].
11. ↑  Улучай писал, что старшего султанзаде Сениха родила в 1878 году, а младшего — в 1879[23].
12. ↑  Второй была Медиха-султан, полнородная сестра Мехмеда Вахидеддина, умершая в изгнании в 1928 году[27].